# Arthur Brooks
Arthur Brooks is een Amerikaanse acteur.

## Biografie
Brooks begon in 1977 met acteren in de televisieserie The Doctors. Hierna heeft hij nog enkele rollen gespeeld in televisieseries en televisiefilms zoals Beverly Hills, 90210 (1991) en Independence Day (1996). In 1996 heeft hij zijn laatste rol gespeeld en wat hij hierna heeft gedaan is niet bekend.

## Filmografie[1]
- 1996 Independence Day – als vrachtwagenchauffeur op dak – televisiefilm
- 1996 Murder One – als Barry Connick – televisieserie (1 afl.)
- 1996 Living Single – als Brooksie Fuller – televisieserie (1 afl.)
- 1993 Six Degrees of Separation – als gast van mrs. Bannister – televisiefilm
- 1991 Beverly Hills, 90210 – als Jack Taylor – televisieserie (1 afl.)
- 1989 Hunter – als Phil Beamond – televisieserie (1 afl.)
- 1989 Newhart – als Henry – televisieserie (1 afl.)
- 1977 The Doctors - als dr. Darren Match (16 afl.)